# Berek Joselewicz
 (mars 2017).
Si vous disposez d'ouvrages ou d'articles de référence ou si vous connaissez des sites web de qualité traitant du thème abordé ici, merci de compléter l'article en donnant les références utiles à sa vérifiabilité et en les liant à la section « Notes et références ».
Berek Joselewicz (né le 17 septembre 1764 – mort le 5 mai 1809) est un commerçant polonais d'origine juive, colonel de l'armée polonaise et officier de la légion polonaise en Italie.

## Biographie
Il est né à Kretinga, non loin de Kaunas, qui faisait alors partie de la république des Deux Nations. Il fut envoyé par son employeur, un magnat local, à l'étranger. Au cours d'un de ces séjours il apprit le français. Il séjourna un temps à Paris, où se déroulait la Révolution française. Il en fut fortement influencé.
Au cours de l'insurrection polonaise de Tadeusz Kosciusko en 1794 il organisa un bataillon juif de cavalerie légère. Le 17 septembre 1794 Kościuszko proclama officiellement la création de ce bataillon juif. Joselewicz et un autre Juif, Jozef Aronowicz, diffusèrent un appel à la mobilisation en Yiddish. 500 hommes répondirent à l'appel, formant ainsi un régiment de cavalerie. Dans ce régiment, les traditions religieuses juives furent respectées, y compris en ce qui concerne la nourriture cachère, la célébration du sabbat lorsque cela était possible, et le port de la barbe. Le détachement de Joselewicz, surnommé le régiment des barbus, participa à la défense de Varsovie au cours de laquelle presque tous les soldats périrent. Joselewicz avec quelques rescapés purent s'enfuir.
Après la défaite de l'insurrection de Kosciuszko, Joselewicz émigra en Italie. Il se joignit à la légion polonaise de Jan Henryk Dąbrowski. Il participa à nombre de batailles napoléoniennes comme à Novi, Hohenlinden, Austerlitz et Frydland. 
Dans l'armée du duché de Varsovie il fut chef d'escadron. Il meurt au cours d'une escarmouche avec l'armée autrichienne à Kock en 1809, où son tombeau reste une attraction touristique. Le proverbe polonais qui dit « Étendu comme Berek à Kock » signifie être dans une situation sans espoir.
Le fils de Berek, Józef Berkowicz (1789-1846), participa également à la bataille de Kock, et il sera plus tard chef d'escadron au cours de l'insurrection de novembre (1830-1831). Il incitait les Juifs à déserter l'armée tsariste pour rejoindre les rangs de l'armée polonaise. Berkowicz après la défaite émigra en Angleterre où il devint écrivain.